# Leonard Orr
Leonard Orr – urodzony w USA, w Walton w stanie Nowy Jork około 1938 r. (nie podaje daty swego urodzenia), zmarł 5 września 2019 r. najbardziej znany z odkrytego i rozpowszechnionego systemu o nazwie rebirthing. 
Jest również znany z propagowania idei fizycznej nieśmiertelności, której uczył się od (jak sam podaje) 12 nieśmiertelnych joginów, czy raczej nauczycieli indyjskich jogi fizycznej nieśmiertelności (a w praktyce po prostu długowieczności). Idee i nauki Leonarda Orra nawiązują do nauczania mistrzów: Mahawatar Babadźi i Paramahansa Jogananda znanych z propagowania krijajogi. Leonard Orr znany jest również z propagowania praktycznych kursów tak zwanej Świadomości Prosperującej, w skrócie Prosperity, mających za cel gruntowną terapię uzdatniającą człowieka w kierunku biznesowym. 
W wieku nastoletnim został tak zwanym odrodzonym, nowo narodzonym chrześcijaninem. Studiował głęboko Biblię, a wiele z nauk Jezusa było w kongregacji do której należał traktowanych dosłownie, np. wypowiedź Jezusa: Kto wierzy we mnie nie zazna śmierci. Leonard zamierzał zostać kaznodzieją chrześcijańskim, jednak poczuł powołanie, aby zostać duchownym bez dominacyjnym, ponad kościołami. Skutkiem takich doświadczeń zajął się studiowaniem nauk Nowej Myśli (New Thought Movement), Wiedzy Umysłu (Science of Mind) czy nauk Ernesta Holmesa. Pierwsze osobiste doświadczenia z przeżyciami powrotu do łona matki i okołoporodowymi zdarzyły się na początku lat 60. Stany te były powiązane z długim przebywaniem w basenach i gorących źródłach, pod wodą z oddychaniem przez rurkę. Po kilku latach Leonard zaczął oferować odkrywanie świadomości płodowej innym w czasie sesji wodnych, kiedy osoba jest twarzą w dół, całkowicie zanurzona, ale podtrzymywana przez dwie inne osoby. Oddychanie odbywa się z użyciem profesjonalnego sprzętu do pływania tuż pod powierzchnią wody.
W końcu lat 70., w tym w 1978 r., Leonard  spotkał się z  mahawatarem Śiwy Badadźim, od którego otrzymał bardzo wiele nauk i instrukcji, umożliwiających integracje swoich odkryć oddechowych w basenie z istniejącą już starożytną nauką o oddychaniu i odradzaniu, znaną i praktykowaną tak jako pranajoga jak i jako krijajoga. Jak utrzymuje, przeżył też wiele doświadczeń o charakterze mistycznym czy duchowym, oświecającym, uznając w końcu Mahawatara Babadźiego za duchową istność znacznie przewyższającą Jezusa, za kogoś, kto jest duchowym ojcem i mistrzem dla Jezusa. W Indiach odwiedził kilkunastu joginów uznawanych za świętych, którzy w naukach odnoszą się do idei oddechu życia, fizycznej nieśmiertelności czy długowieczności.